# Окосокоаутла-де-Эспиноса
Окосокоаутла-де-Эспиноса (исп. Ocozocoautla de Espinosa) — город в Мексике, штат Чьяпас, входит в состав одноимённого муниципалитета и является его административным центром. Численность населения, по данным переписи 2020 года, составила 43 247 человек.

## Название
Название города составное: Ocozocoautla с языка науатль можно перевести как — лес окосоты, а Espinosa было добавлено к названию в 1928 году, в честь известного политика Луиса Эспиносы.

## История
В 1592 году для местных жителей была объявлена энкомьенда.
В 1722 году местные жители подняли мятеж, против того, чтобы рубить священные для них деревья сейба.
В 1828 году открыта первая школа начального четырёхлетнего образования.
19 января 1926 года Окосокоаутла получает статус города, а 1 декабря 1928 года название дополняется Эспиносой.
В 1945 году построена публичная муниципальная библиотека.